# Nikolai församlingshem, Örebro

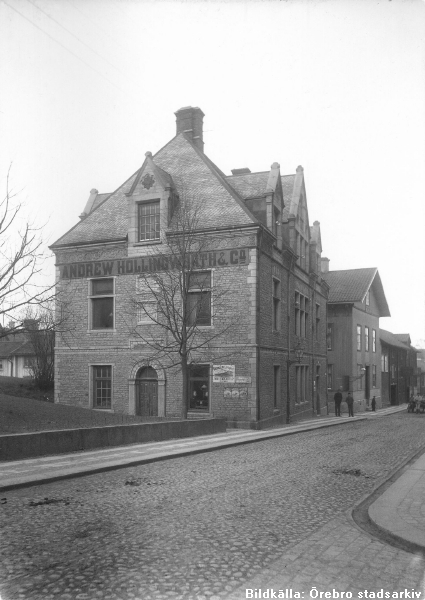
Nikolai församlingshem år 1903 (då maskinfirma). Bildkälla: Örebro stadsarkiv / Bernhard Hakelier.

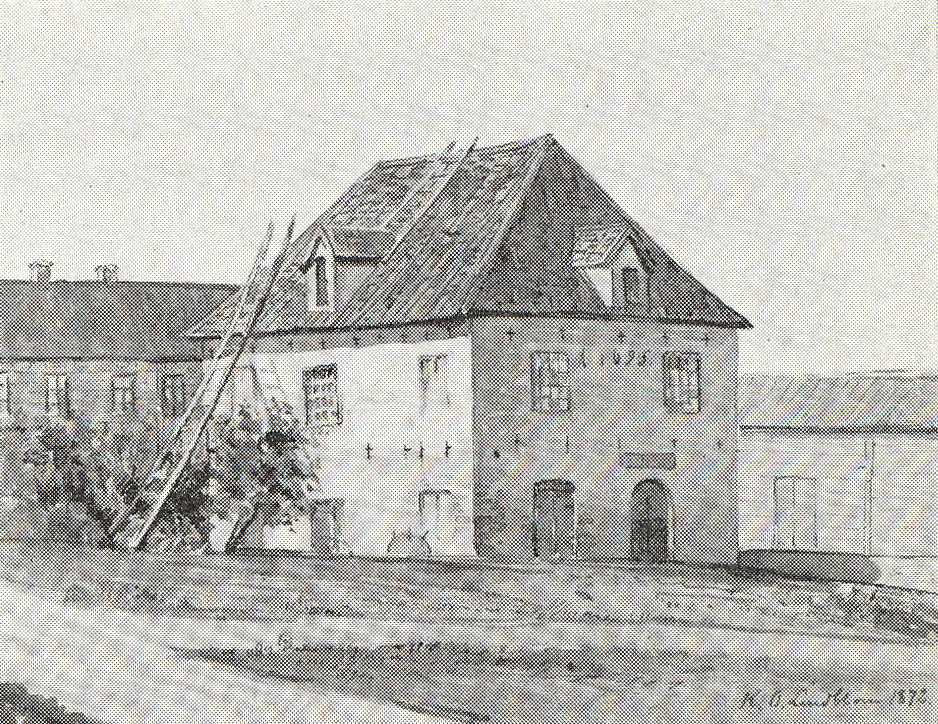
Nikolai församlingshem år 1872 (då boktryckeri). Teckning av K.B. Lundblom.

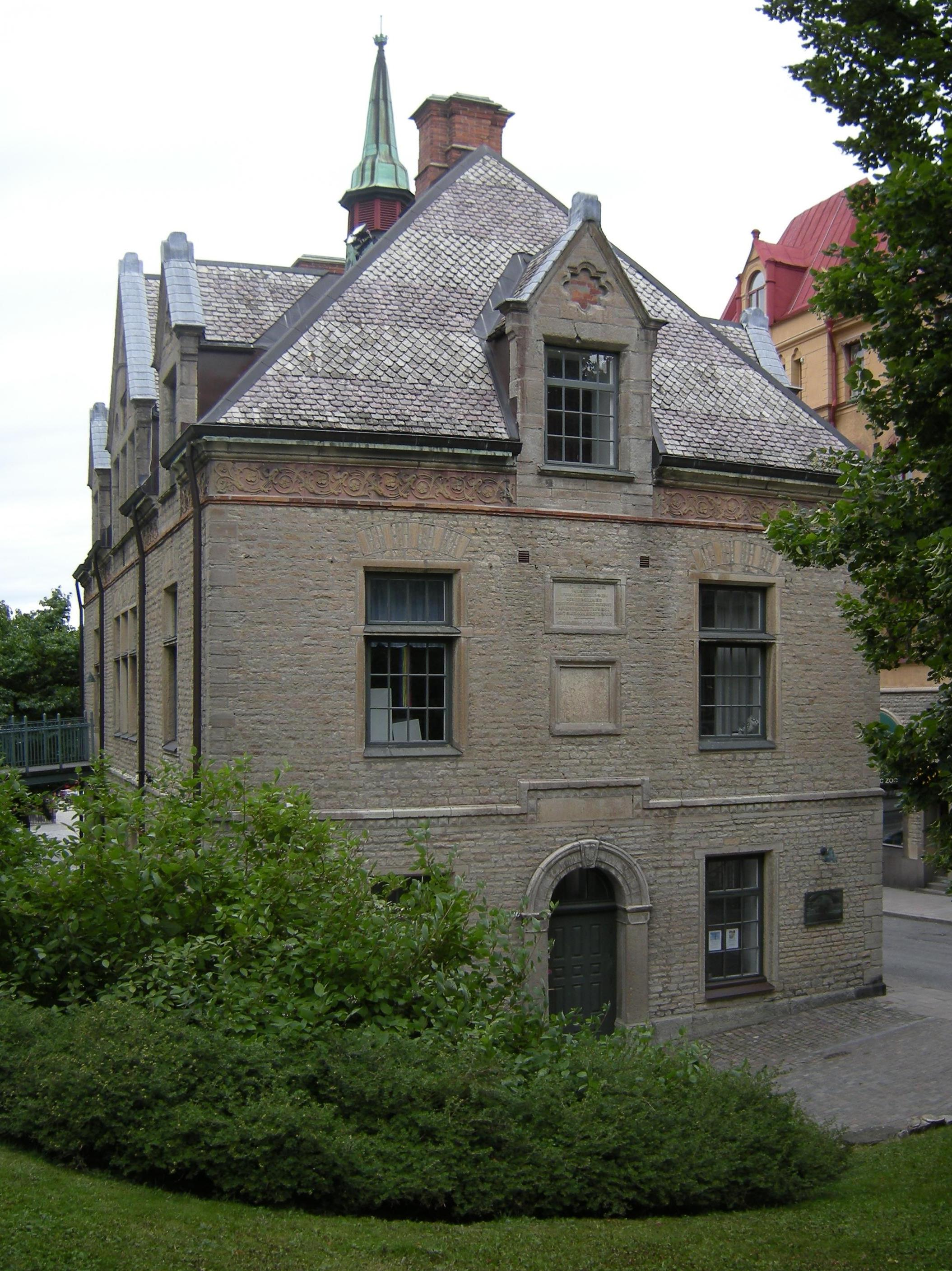
Nikolai församlingshem (23 juli 2010)

Nikolai församlingshem, Vasagatan 14, Örebro, ligger omedelbart nordväst om Nikolaikyrkan. Församlingshemmet har en intressant del i stadens historia. Fram till 1808 fanns Örebro skola i detta hus.
Dess äldsta delar härstammar troligen från 1300-talet. Då, under medeltiden, fanns c:a tio trivialskolor i landet, till vilka Örebro skola hörde. Stadens borgare ägde och underhöll skolan. Gustav Vasa omvandlade trivialskolan till katedralskola. Där fanns undervisning i svenska, latin och kristendom. Den senare i form av salighets-lära, d.v.s. protestantism. Elever under åren före protestantismens införande var kyrkomännen och bröderna Olaus (1493–1552) och Laurentius Petri (1499–1573).
År 1615 blev den dynamiske Jacobus Boose Rudbeckius rektor. Han hade studerat i Uppsala och i Tyskland, och hade själv tidigare varit elev i skolan. Genom energiskt arbete och pengainsamling lyckades han återupprätta skolans status.
Samma år gick i andra klass två bröder Svensson, söner till slottsfogden. En av dem, den 12-årige Lars (Laurentius) skulle senare bli känd som Lars Wivallius.
Omkring år 1808 flyttade skolan till gamla kronobränneriet vid Olaigatan, och huset kom att användas som militärupplag. Vid Riksdagen år 1810 och Riksdagen år 1812 hade bondeståndet sammanträdesrum i huset. År 1812 köptes huset av boktryckaren Nils Magnus Lindh, och kom att utnyttjas som bokmagasin. 1868 köptes huset av boktryckaren Abraham Bohlin som lät inreda tryckeri i huset. Senare köptes huset av Carl Vogel som i huset drev maskinfirman Andrew Hollingworth & Co. År 1897 inköpte Örebro stad huset, och under åren 1911–1932 fanns Örebro stadsbibliotek här. Det flyttade sedan vidare till det nybyggda biblioteks- och konserthuset.
Nikolai församling hade redan under bibliotekstiden haft lokaler i övervåningen, och när biblioteket flyttade fick man disponera hela huset.
Från början var husets övervåning av trä. År 1695 byggdes hus om och fick en övervåning av sten. Huset fick sin nuvarande ytbeklädnad i kalksten 1874–80, efter lektor Adolf Kjellströms idé. Han vurmade för engelsk nygotik, och spår efter detta finns på flera håll i Örebro, bl.a. Olaus Petri kyrka, som han lät uppföra.
Det finns inget i husets inredning av idag som påminner om den gamla skoltiden. Huset används idag av församlingen som allmän möteslokal, lokal för kyrkans barntimmar och konfirmationsundervisning, samt även som repetitionslokal för kyrkokörerna.
Byggnadsminne sedan år 2000.

### Webbkällor
Länsstyrelsen i Örebro län